# 양주향교
양주향교(楊州鄕校)는 대한민국 경기도 양주시에 있는 향교다. 1983년 9월 19일 경기도의 문화재자료 제2호로 지정되었다.

## 개요
향교는 조선시대 국가에서 설립한 지방 교육기관으로 중·고등학교 수준의 교육을 담당하였다. 양민 이상이면 향교에 입학할 수 있었고 시나 문장을 짓는 사장학과 유교의 경전 및 역사를 공무한 경학이 주요 교육내용이었다.
또한 향교에서는 교육뿐만 아니라 선성선현에게 제사지내는 곳이기도 하다.
양주향교는 조선 태종원년(1401년)에 건립된 후 많은 유학자를 양성 배출하던 지방의 교육기관이었다. 서기 1592년 임진왜란 당시 전소되었고, 1610년에 재건하였으나 1950년 한국전쟁으로 다시 소실되었다. 전 후 유림들이 뜻을 모아 대성전을 먼저 복원하고 1984년에 명륜당을 복원하여 현재에 이르고 있다.
양주향교에서느 고대 중국오성과 송대 2현을 비롯 신라, 고려, 조선조의 18선현들의 위패를 봉안하고 유덕을 추모하고 있다.

## 참고 자료
- 양주향교 - 국가유산청 국가유산포털